# Franz Joseph Dölger
Franz Joseph Dölger (18 octobre 1879 – 17 octobre 1940) est un théologien allemand catholique et historien de l'Église, natif de Sulzbach am Main.

## Biographie
Il étudie la théologie à l'université de Wurtzbourg et reçoit l'ordination sacerdotale en 1902. Par la suite, il travaille comme chapelain à Amorbach et Wurtzbourg. En juin 1904, il obtient son doctorat en théologie, intitulé Das Sakrament der Firmung historisch-dogmatisch dargestellt (Le sacrement de Confirmation. Présentation historique et dogmatique). Ce travail est publié en 1906.
À l'hiver et au printemps 1904-1905, il prend part à un groupe d'études à Rome, Sicile et Afrique du Nord.
En travaillant sur sa thèse, il se rend compte à quel point de nombreuses formes par lesquelles la nouvelle foi chrétienne s'exprimait étaient enracinées dans son environnement non chrétien, à la fois gréco-romain et juif. C'est ainsi qu'il commença un voyage d'étude à Rome en tant que boursier du Fonds d'études d'Aschaffenburg en hiver et au printemps 1904/05 dans le but d' "apporter avec lui un aperçu clair de la façon dont le christianisme primitif a traité la culture antique". Cette question est devenue le sujet de son œuvre scientifique ; il en parle lui-même brièvement dans l'introduction du premier des six volumes de la revue Reallexikon für Antike und Christentum (de). Les résultats détaillés des études sont publiés entre 1929 et sa mort.
Plus tard, il approfondit sa formation au Campo Santo Teutonico de Rome. En 1912, il est nommé professeur agrégé d'histoire religieuse en Westphalie à l'Université de Münster. Plus tard dans sa carrière, il enseigne dans les universités de Breslau (1927-1929) et de Bonn (1929-1940). En 1925, Dölger est nommé membre de la Commission pontificale pour l'archéologie sacrée ; en 1934 il est nommé à l'Académie pontificale romaine d'archéologie. L'axe principal des recherches de Dölger est l'étude des débuts du christianisme et ses relations avec les sociétés non-chrétiennes. Il publie également des travaux scientifiques sur les sacrements de confirmation, de baptême et de l'Eucharistie, ainsi que l'exorcisme, chez les premiers chrétiens. En 1929, il fonde la revue Reallexikon für Antike und Christentum (de) (Antiquité et Christianisme), à laquelle il contribue par une série d'études détaillées concernant l'Église au début. Il est également cofondateur de la revue Liturgiegeschichtlichen Quellen und Forschungen.
Aujourd'hui, le Franz-Joseph-Dölger-Institut (de) à l'université de Bonn est nommé en son honneur.

## Publications
- Das Sakrament der Firmung (Le sacrement de confirmation), 1906
- Der Exorzismus im altchristlichen Taufritual (Exorcism dans les rites de baptême chrétien antique), 1909
- ΙΧΘΥΣ; Das Fischsymbol dans frühchristlicher (ΙΧΘΥΣ: le symbole du poisson dans le Christianisme antique), 1910 :

ΙΧΘΥΣ (Ichtus - Ichthys). I. Das Fisch-Symbol in Frühchristlicher Zeit. Ixoyc als Kürzung der Namen Jesu; II. Der Heilige Fisch in den Antiken Religionen und im Christentum. Textband; III. Der Heilige Fisch in den Antiken Religionen und im Christentum. Tafeln; IV. Die Fisch-Denkmäler in der Frühchristlichen Plastik, Malerei und Kleinkunst. Tafeln; V. Die Fisch-Denkmäler in der Frühchristlichen Plastik, Malerei und Kleinkunst. (Textband). Band I in 2., durch neue Funde vermehrter Auflage, Bände II - V in Erstausgabe, bis auf die letzte Lieferung von Band V, die hier im fotomechnischen Nachdruck von 1957 vorliegt. 5 Bände
- Konstantin der Große und seine Zeit (Constantin e Grand et son époque), 1913
- Sol salutis. Gebet und Gesang im christlichen Altertum (Soleil du salut : le soleil dans la prière de l'Antiquité chrétienne), 1920
- Die Fischdenkmäler dans der frühchristlichen Plastik, Malerei und Kleinkunst, 1927
- Die Eucharistie nach Inschriften frühchristlicher Zeit